# Obus BONUS

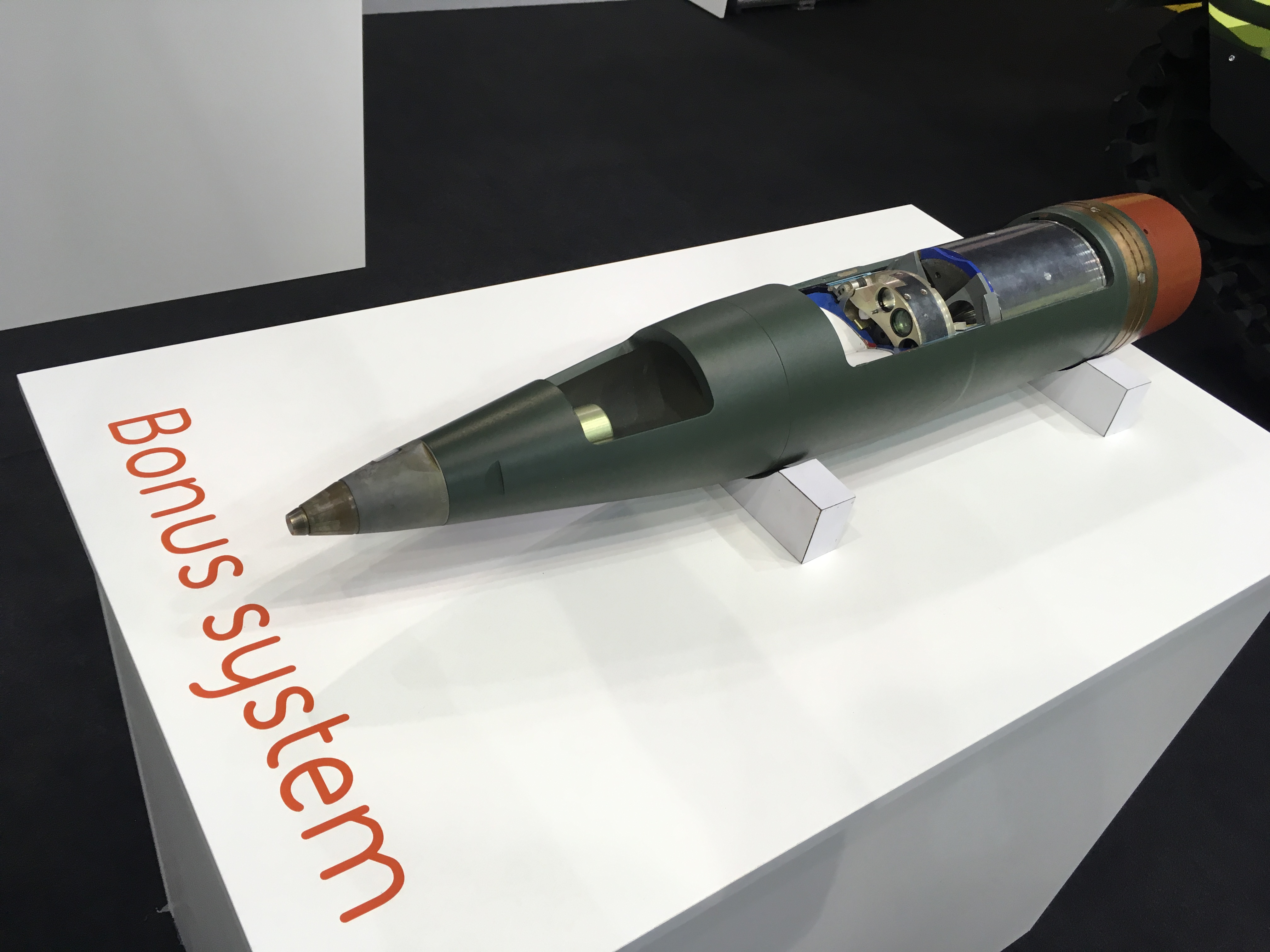
BONUS 155 mm

Pour les articles homonymes, voir Bonus.
L'obus BONUS est un obus de calibre 155 mm antichar à détection de cible fonctionnant avec deux sous-munitions à charge génératrice de noyau produit par Nexter et Bofors.

## Fonctionnement
Développé dans le cadre d'une coopération entre la France et la Suède, l'obus « BONUS » — pour BOfors NUtating Shell — est une munition sélective de 47 kg dont les capteurs et les dispositifs de guidage sont intégrés dans ses deux sous-munitions. Chacune des charges est capable de balayer et d'analyser une zone de 32 000 m2 autour de l'objectif au moyen de ses capteurs infrarouges et de son lidar, de sélectionner sa cible et de déclencher l'explosion d'une charge génératrice de noyau en tantale d'environ un kilogramme qui fonctionne sur un principe similaire à celui des charges creuses,.
Il est utilisé notamment par le canon automoteur Caesar, le M109, l'obusier M777, l'Archer.

## Historique
Ce programme de GIAT a débuté en 1993, la phase de production en 1998 et l’entrée en service en 2000.
En 2001, on estime alors le coût à 150 000 francs (22 800 euros) pièce, en 2024 il est de l'ordre de 30 000 euros. Au total, la France comptait en acheter au moins 6 000, pour un marché à l'exportation estimé à 20 000. Le coût du programme est estimé à 247 millions d'euros valeur 2002.
Les dernières livraisons pour l'Armée française ont lieu en 2008 et son premier tir en condition opérationnelle par l'artillerie de l'Armée de terre a lieu le 15 avril 2008. La première utilisation au combat a eu lieu le 3 décembre 2018 lors de l'opération Chammal lorsque quatre obus ont détruit un convoi de huit véhicules de l’État islamique.
L'obus Bonus est utilisé par l'Ukraine dans le cadre de l'invasion de son territoire par la Russie, avec au moins la destruction confirmée d'un système antiaérien russe Pantsir S-1 le 2 juillet 2022. Il a été formellement identifié par des photographies diffusées le 4 janvier 2023.

## Utilisateurs
- France : 6 000 (livraison terminée en 2008)[6]
- Finlande : 360 (livraison entre 2014 et 2016)[6]; autre commande de 35 M€ annoncée en février 2023[10]
- États-Unis : Commande de l'United States Army annoncée le 9 octobre 2018 de 1 250 obus pour un montant de 71 millions de dollars américains livrables à partir de 2020[11]; suivi d'une commande supplémentaire en mars 2020 pour une livraison à partir de 2021[12]
- Suède : 1 000[6]; nouvelle commande d'un nombre non précisé pour 55 millions d'euros en mai 2025[3]
- Norvège
- État de la péninsule arabique non identifié, très vraisemblablement l'Arabie saoudite (livraison en 2012)[6]
- Ukraine nombre inconnu[13]
- Royaume-Uni[3]

## Sous-munitions
Un rapport du Sénat français sur les armes à sous-munitions mentionne l'obus Bonus comme arme potentiellement à sous-munitions, mais précise que : « Elle dispose d'un double dispositif d'autodestruction au sol (à l'impact, que la cible soit atteinte ou non, et par retard électronique), ainsi que d'un dispositif complémentaire de stérilisation au sol (pile thermique). La probabilité de risques explosifs de guerre est inférieure à 1 % ».